# Defekt Frenkla

Dwa defekty Frenkla w sieci NaCl
(dwie luki kationowe i dwa kationy międzywęzłowe)

Defekt Frenkla – defekt jonowej sieci krystalicznej polegający na tym, że jon znajduje się w teoretycznie zabronionej pozycji międzywęzłowej, zwykle w sąsiedztwie utworzonej luki węzłowej (wakansu).